# Il nostro tempo
Il nostro tempo è un singolo di beneficenza pubblicato il 20 aprile 2020, ideato da Annalisa Minetti, Mario Biondi e Marcello Sutera, e cantato da Annalisa Minetti, Mario Biondi, Gaetano Curreri, Dodi Battaglia, Petra Magoni, Andrea Callà, Marcello Sutera ed altri artisti che hanno collaborato.

## Il brano
Il nostro tempo è stato scritto da Mario Biondi, Annalisa Minetti e Veronica Brualdi, ed è stato arrangiato da Marcello Sutera.
Il nostro tempo fa parte del progetto Nemico invisibile; il ricavato viene devoluto ad Auser, associazione che, anche, durante la pandemia di COVID-19 porta avanti iniziative di sostegno per le persone più fragili, sole e anziane.
Il brano è stato registrato in conformià alle norme vigenti durante la pandemia di COVID-19, pertanto ogni artista che ha collaborato ha effettuato la registrazione dalla propria abitazione.

## Il video
Il video ufficiale del video viene pubblicato il 22 aprile 2020.

## Tracce
1. Annalisa Minetti, Mario Biondi, Gaetano Curreri, Dodi Battaglia, Petra Magoni, Andrea Callà, Marcello Sutera – Il nostro tempo – 3:54 (Annalisa Minetti, Mario Biondi, Veronica Brualdi)

## Artisti
L'elenco degli artisti che hanno collaborato alla realizzazione:
- Annalisa Minetti
- Mario Biondi
- Gaetano Curreri
- Dodi Battaglia
- Petra Magoni
- Marcello Sutera
- Bluey a.k.a. Jean Paul Maunick
- Andrea Callà
- Aba
- Alex Vella
- Andrea “Satomi” Bertorelli
- Andrea Celeste
- Andrea D’Alessio
- Antonio Granato
- Cassandra De Rosa
- Cristiana Polegri
- David Florio
- Denise Dimè
- Diego Brancaccio
- Ely Bruna
- Francesco Mendolia
- Frankie Lo Vecchio
- Frida Bollani
- Giacomo Voli
- Gianluca Chiarella
- Gionata Costa
- Ilenia Romano
- Ivana Pellicanò
- Jacopo Carlini
- Jury Magliolo
- Kelly Joyce
- Laura Fioriti
- Lorenzo Pagani
- Luca Colombo
- Marica Ranno
- Massimo Greco
- Natasha Vitanova
- Riccardo Rinaudo
- Roberta Finocchiaro
- Serena Carman
- Stevie Biondi
- Valentina Ducros
- Valerio Longo
- Zoe Ranno